# Ole Lysholt
Ole Lysholt (født 13. november 1953) er en tidligere dansk sprinterløber, som løb for Kastrup Tårnby Atletik. Han vandt tre individuelle danske mesterskaber. 

## Danske mesterskaber
- Bronze 1981  100 meter 10,94
- Sølv 1980  100 meter 10,92
- Sølv 1979  100 meter 11,15
- Guld 1978  100 meter 10,93
- Guld 1976  100 meter 11,01
- Guld 1976  200 meter 22,12
- Sølv 1973  100 meter 10,8
- Sølv 1973  200 meter 22,0

## Personlige rekorder
- 100 meter: 10,6 1973
- 200 meter: 21,6 1973